# Грималівка
Грима́лівка — село в Україні, у Бродівській міській громаді Золочівського району Львівської області. Відстань до центру громади становить 26 км, що проходить автошляхом місцевого значення. Відстань до найближчої залізничної станції Броди становить 26 км.
Колишній орган місцевого самоврядування — Лешнівська сільська рада, якій підпорядковано села: Лешнів, Грималівка, Королівка, Лісове, Піски. Населення становить 229 осіб.

## Історія
Найдавніша історія села Грималівки тісно пов'язана з сусіднім Лешневом. Його власником був белзький каштелян Матеуш Лешньовський, від його прізвища походить назва містечка. За подимним реєстром 1629 р. вказано, що у місті Лешнів нараховувалось 33 будинки, а із селами Корсів (41), Сестрятин (41), Кізя (24) і «новопочатою» волею Грималів (13) загалом 152 дими. Звідси можна вивести першу відому нам згадку про село Грималівку. У подимному реєстрі йдеться про «новопочату» волю Грималів. Волями зазвичай називали поселення звільнені від податків на певний період часу. Цей термін походить від привілею, який надавав пан для цих поселенців. Звільнення від податків тривало допоки   населення відбудує чи підготує виділену ділянку для проживання й ведення господарства, побудує собі житло тощо. Відомо, що Матеуш Лешньовський мав родинний герб Гримала (або Гжимала), який співзвучний з назвою села Грималівка. Дана версія походження назви населеного пункту виглядає правдоподібною. Також про походження назви села свідчать народні перекази та легенди. Перша оповідка каже, що власником селища в другій половині XVIII — на початку XIX ст. був пан на прізвище Гримайло, який вважався його засновником. Друга легенда розповідає про жінок, які прали одяг на Стиру та дуже голосно «гримали» парчами по білизні.
Ще є цікава легенда про перебування козацького війська на цих теренах у час Берестецької битви. У ній вказано, що козаки проходили через містечко Щуровичі та зупинились спочити й розбили табір під старими тополями, яких на сьогодні вже нема. Ці дерева росли поблизу Грималівки на правому березі ріки Стир. Коло них була невеличка оселя, яку в народі називали «Козаки», мабуть саме в цьому місці міг стояти козацький табір.
Нащадки М. Лешньовського у 1641 р. продали вищезгадані маєтності великому коронному гетьману Станіславу Конєцпольському. Його внук Станіслав не мав нащадків, через що 20 серпня 1682 р. подарував частину земель, серед яких й Грималівку, своєму своякові Янові-Олександрові Конєцпольському. Той, у свою чергу, в 1723 р. продає село наступним власникам родині Потоцьких. Далі відомо, що на 1 травня 1798 р. орендарем маєтку в селі була Нікодема Тшцінська, проте яким чином село потрапило до її рук відомостей на даний час нема. Пані Нікодема мала борги, в зв'язку з чим відбувалася довга судова тяганина, в результаті якої у 1877 р. судом було винесено рішення щодо примусового продажу майна в с. Грималівка. Подальша інформація про те хто купив маєток невідома, лише згадано, що у 1897 р. село було в оренді єврея Хаїма Горштайна.
В результаті парцеляційної політики австрійського уряду в руках великих  землевласників дедалі менше залишалось маєтків та угідь, а селяни отримали можливість купувати земельні наділи. Українське Парцеляційне Товариство «Земля» було зареєстровано 27 серпня 1907 р. у Львові. Першою практичною справою Товариства стало придбання маєтності в селі Грималівка (Бродівського повіту) та початок її парцеляції. В газеті «Свобода», яка виходила в Америці, за вересень 1912 р. було розміщено повідомлення про те, що в Грималівці розпарцельовано 933 морги поля. Звідси можна стверджувати, що на 1912 р. село було повністю розпарцельоване.
Після розподілу Речі Посполитої землі Галичини були включені до Австрійської імперії відповідно вони опинились на кордоні з Російською імперією, зокрема в Грималівці був створений митний пункт. У 1847 р. було надано дозвіл на прохід через митницю таких товарів: цукор, лікер, іноземні вина всіх видів, а також арак, ром, чай, перець, прянощі тощо. В 1852 р. борошно та млинські продукти підлягали ввізному миту без будь-яких обмежень. Крім того з кордоном пов'язана кримінальна історія про пограбування та побиття, яка трапилася в 1900 р. у грималівському лісі поблизу кордону. Робітник А. Дубас домовився з І. Стахурою зі Стрия про те, що останній переведе його через кордон. В результаті Стахура його побив, відібрав гроші (2 злотих) та вкрав два елементи одягу. Потерпілий, прийшовши до тями, повідомив жандармів про пограбування, ті ж у свою чергу затримали зловмисника та віддали до суду.
Згідно зі статистичними даними Бродівського повітового староства на 1880 р. у селі нараховувалось 83 двори, в яких проживало 585 осіб. За статистикою загальна кількість населення Грималівки на кін. ХІХ ст. становила 668 осіб з яких: 234 римо-католики, 420 греко-католики та 14 євреї. Також відомо, що на 8 грудня 1932 р. в селі проживало 648 осіб та налічувалось 130 будинки. Згідно перепису 1939 р у селі мешкало 840 осіб з яких: 530 — українців, 10 — поляків, 140 — польських колоністів, 155 — латинників та 5 — євреїв. З книги Державної реєстрації народжень за 1940 р. вдалось з'ясувати, що в селі у цей рік народилось 9 хлопців та 10 дівчат. З відси також можна визначити, що з них у шлюбі: 13 — українському, 2 — польському та 4 — змішаному (польсько-українському).
Статистичні дані кін. ХІХ ст. містять інформацію, що в селі було 831 моргів орної землі, а панський двір мав 974 моргів. У власності пана була розлога хмілярня. Також вказано, що в селі була гуральня. Ґрунт був охарактеризований як «переважно пісок» та зазначено, що тут найкраще родив овес, жито та картопля. Коні села вважалися найкращими в окрузі. Також в грималівському лісі була розміщена пасіка та підприємство з виготовлення дьогтю. У 1909 р. в селі було зареєстровано деревообробне підприємство яке займалася обробкою та продажом деревини. Фірма розміщувалась «за Гаврихом», ближче до Стиру. Також деревину сплавляли по ріках Солонівка та Стир, а ще ця фірма використовувала вузькоколійку, яка була збудована у 1911 р. між Бродами та с. Шнирів.
Від 1876 р. в селі діяла філіальна школа в якій навчання велося руською мовою, з 1893 р. вона стала однокласова. За період 1876—1914 рр. у школі вчителювали: Ю. Ламбой, Г. Подкєданєц, Т. Кондратович, Я. Яворський, І. Костек, П. Якубовський, М. Мединський, Я. Мединський, Г. Герман. У період Другої Речі Посполитої дітей в школі навчали польською мовою.
Здавна греко-католицьке населення Грималівки було прилучене до парафії церкви Воздвиження Чесного Хреста с. Щурович, так само католики ходили до костелу Святої Трійці, який сьогодні стоїть в руїнах. У 1932 р. за ініціативи щуровецького пароха о. Маркіяна Плашкевича було розпочато будівництво дочірньої дерев'яної каплиці у Грималівці. Місце для святині у центрі села надала заможна родина Черняхівських з Грималівки. За два роки будівництво церкви було завершено та відкрито на свято Введення Пресвятої Богородиці у храм. Будував храм майстер Осип Літовинський. Також у цей період було закладено місцевий цвинтар. Пізніше в радянський період у 1957–58 рр. було запрошено церковного маляра Тадея Герасимчука, який здійснив розфарбовування дерев'яних стін.
В 1960-х рр. комуністичною владою церкву було закрито, а приміщення використовувалось для складування колгоспного зерна. Відновити богослужіння в церкві вдалось у листопаді 1989 р., священником став о. Степан Мрочковський, який служить й до сьогодні. Відновлена церква належить до Української православної церкви Бродівського деканату. В 1992 р. було здійснено прибудову ризниці з північної сторони. Іконостас був поставлений в 1993 р. У цей же період на церковному подвір'ї при сільській дорозі змуровано дзвіницю з двома дзвонами. Також селяни відновили капличку з символічною насипаною могилою Борцям за волю України.
Село Грималівка розміщене на правому березі ріки Стир, а на лівому — з протилежного боку — розташоване колишнє містечко Щуровичі. В ХVIIІ ст. при дорозі між цими поселеннями річка формувала великий став. На австрійських картах кін. XVIII cт. та кін. ХІХ ст. є позначення мосту, який стояв на ріці. У 1895 р. відбувся демонтаж старого мосту, в результаті чого переправа здійснювалась поромом. Проте з ним виникла проблема, оскільки він перебував у оренді єврея, який доручив керувати поромом Стаху, котрий був п'яницею. Тому від «вічно п'яного Стаха» залежало, коли буде переправлено тяжкі вози з парового млина Сморжева в сторону Лешнева, оскільки інших об'їзних шляхів не існувало.
Новий міст був збудований у 1897 р. з дерева, мав 5 отворів для стоку води, загальний проліт становив 50 м, ширина — 5 м. Палі та ковпаки були дубові, а прогони виготовлені з сосни. Загальна вартість будівництва мосту склала  14 514 австрійських крон. Цей міст не зберігся до наших днів, проте під сучасним мостом є дерев'яні палі, які можна розгледіти у воді, а коли засуха то й поверх — вони є залишками старого дерев'яного мосту.
В розпал Першої світової війни Грималівка опинилась у вирі бойових дій, про це свідчать окопи у лісі, які збереглися до сьогодні. В результаті війни Австро-Угорська імперія розпалася, а на її місці утворились нові держави. Дані терени стали частиною ІІ Речі Посполитої. В цей період неодноразово виникали конфлікти між поляками та українцями, які були зумовлені польською політикою пацифікації. До прикладу в 1935 р. під час Великодньої Служби Божої в Грималівці відбулася масова бійка. У ній взяли участь «стшельци» та хлопці з села. Все почалося з того, що «стшельци» почали здирати червоні стяжки від вишиваних сорочок двох хористів, які йшли до каплиці. На крики збіглися ще люди та втрутилися в конфлікт, що призвело до масової бійки, яка тривала близько 3 годин. Священник о. Плашкевич та солтис зуміли припинити масове побоїще, в результаті кільканадцять осіб були тяжко побиті. На місце події приїхала поліція, яка склала протокол на кількох українських хлопців та голову читальні Кривоніжку.
В період 1930-х рр. у селі діяли такі товариства: «Просвіта», «Добровільна пожежна охорона», «Луг», також було польське «Товариство школи людової» тощо. У 1920–30-х рр. в селі була цегельня та корчма на початку села зі сторони Лешнева, яку тримав єврей. Діти любили бігати до корчми купляти цукор в кубиках. Також Бродівський повітовий відділ пропагував висадку тутових дерев для розвитку шовківництва по селах Бродівщини, що було зумовлено використанням шовку у військових цілях. У документі за 1929 р. згадано, що в с. Грималівці було висаджено це дерево ще рік тому. Одна з цих шовковиць й досі росте біля церкви зі сторони сільського клубу.
Під час Другої світової війни в березні 1944 р. фронт зупинився по Стиру, тут велись військові дії. У зв'язку з цим населення Грималівки було евакуйоване на Рівненщину в село Гоноратка (Дубенський район). Будинки та господарські будівлі зазнали ушкоджень. Згідно «Книги пам'яті України: Львівська область» за час війни Грималівка втратила більше двадцяти солдатів, які були мобілізовані до Червоної Армії.
У воєнний період в Грималівці діяв потужний повстанський рух. Село належало до Лешнівського куща Організації Українських Націоналістів. Він був створений у 1943 р. і включав у себе станичні організації сіл Грималівки, Лісових, Пісок, Королівки та Лешнева. Провідником цього куща був Степан Мигаль — «Ґонта» (уродженець с. Лешнів).
Поблизу села, на північній околиці, у лісі 26 лютого 1945 р. відбувся Грималівський бій Лешнівського самооборонного кущового відділу під командуванням «Ґонти» з більшовиками. Він став відомий під назвою «17 проти 300», а його деталі були опубліковані у «Літописі УПА». Бій детально описав Кирило Якимець — «Бескид» — провідник Золочівського окружного проводу ОУН. 26 лютого кущ разом із чотою УПА «Сурмача» здійснив напад на станицю стрибків в Лешневі. Після завершення операції повстанці повернулася на місце свого перебування в Грималівський ліс. Вранці наступного дня на цей ліс розпочали облаву енкаведисти. Бій тривав цілий день, в результаті загинуло чотири повстанці, натомість більшовиків полягло більше двадцяти, з них один майор, один капітан, один лейтенант та секретар райпарткому. Командування УПА достойно віддало шану всім учасникам бою. 8 жовтня 1948 р Наказом Головного військового штабу УПА керівника Грималівського бою С. Мигаля — вістуна  «Ґонту» було посмертно нагороджено Срібним хрестом бойової заслуги І класу.
В 1995 р. у п'ятдесяті роковини Грималівського бою місцева громада вшанувала пам'ять полеглих повстанців на цвинтарі, а на місці бою в лісі встановила березовий хрест закосичений барвінком та поставила державні стяги. У жовтні 2012 р. в рамках програми Львівської обласної ради із вшанування місць загибелі та поховань борців за незалежність України на місці бою було встановлено та посвячено новий пам'ятний хрест з демнянівського каменю (вапняковий пісковик) з написом «Борцям за волю України учасникам 1945 р. Грималівського бою».
Досліднику повстанського руху Михайлу Романюку вдалось встановити 16 з 17 учасників даного бою. Троє з них були уродженцями села Грималівки: Видра Василь Михайлович — «Бистрий», Стельмах Михайло Павлович — «Орел» (які полягли у ході бою) та Михальчук Лука Максимович — «Ярий». Останній від 1939 р. був симпатиком ОУН, а з приходом німців став членом Організації. В 1944 р. вступив до самооборонного кущового відділу с. Грималівки та був кулеметником, з 1946 р. став командиром кущової боївки СБ ОУН. Загинув 19 січня 1949 р. в с. Руська Митниця (тепер с. Митниця Дубенського р-ну Рівненської обл.) був «застуканий» більшовиками в хаті в результаті бою з ними загинув.
Також є відомості про Стародуба Івана — «Остапа», який народився 1922 р. в сім'ї рільника.  Закінчив 4 класи народної школи, з 1939 р. вступив до юнацтва ОУН. В 1941 р. став членом ОУН та працював на посаді співробітника районної Служби Безпеки. 7 квітня 1946 р. був виявлений більшовиками у криївці на хуторі Загатка. Разом із ним в криївці перебували вояки з боївки СБ: Строчинський Михайло — «Хмара», Черняхівський Іван — «Богдан», Пилипас Михайло — «Юрій» та Миколюк Петро — «Роман». Усі вони були вихідцями Грималівки та загинули разом з «Остапом». На місцевому цвинтарі було встановлено пам'ятник з написом «Вони полягли за Україну 7.04.1946 р. Іван, Михайло, Іван, Михайло, Петро». Внизу прикріплено алюмінієву табличку з переліком усіх прізвищ, про які йшлося вище та серед списку вказано ще Стародуб Марію.
Варто розповісти про ще одного уродженця Грималівки Теодора Вараву на псевдо «Борис», який дожив до наших днів. Він брав участь у повстанському русі та виконував обов'язки заступника станичного села. Народився 14 вересня 1930 р. у сім'ї Миколи та Анни, які були репресовані радянською владою. Мав брата Тимофія (член УПА) і сестру Марію, яка була в ОУН, де виконувала функції зв'язкової та збирала продукти для повстанців. З осені 1945 р. «Борис» мав зв'язок із боївкою «Остапа», а взимку 1946—1947 рр. — з боївкою «Ярого». Заарештований 3 травня 1947 р. й засуджений на 25 років виправно-трудових таборів з обмеженням прав на 5 років. В 1955 р. його було звільнено з ув'язнення. Проте вже 7 жовтня 1957 р. Т. Варава був повторно заарештований. Відтак отримав 8 років позбавлення волі, обмеження у правах на три роки, конфіскацію майна та стягнення з нього 250 карбованців «компенсації» за судові витрати. У листопаді 1969 р. був вчергове засуджений за доносом робітника шахти в м. Нововолинськ. Реабілітований Львівською обласною прокуратурою 24 травня 1993 р. Помер 4 серпня 2019 р. в Червонограді, похований на сільському цвинтарі. У зв'язку з декомунізацією згідно рішення Бродівської міської ради від 9 серпня 2022 р. у с. Грималівка було перейменовано вулицю Колгоспну на вулицю Теодора Варави.
Згідно зі списком, складеним Братством колишніх вояків ОУН та УПА Бродівського району, серед учасників вихідців з Грималівки було близько тридцяти людей, які віддали своє життя за волю України. Більше сорока родин були вивезені до Сибіру, з них реабілітовано — 13. Згідно з даними опублікованими в «Літописі УПА» (Т. 24), під час операції «Захід» у жовтні 1947 р. з села було вивезено чотирнадцять сімей, загалом — 37 осіб, які перебували м. Осінники Кемеровської обл. Росії. У книзі «Реабілітовані історією: Львівська область» вказано такі дані: виселлено до Сибіру — 51 (чоловіків — 17, жінок — 34), засуджено — 20 (чоловіків — 13, жінок — 7), разом усіх — 71.
Село було колективізовано в лютому 1950 р. колгосп отримав назву ім. Берії, в січні 1953 р. він був перейменований на ім. Маленкова, а ще пізніше — ім. Т. Шевченка. Згодом відбулось об'єднання колгоспів у результаті якого Грималівка, Королівка та Лешнів стали одним цілим з центром в Лешневі. У селі було побудовано ферму, магазин, працювала кінобудка, відкрито фельдшерський пункт, бібліотеку та клуб.
12 червня 2020 року, відповідно до розпорядження Кабінету Міністрів України № 718-р «Про визначення адміністративних центрів та затвердження територій територіальних громад Львівської області», село увійшло до складу Бродівської міської громади.
19 липня 2020 року, в результаті адміністративно-територіальної реформи та ліквідації Бродівського району, село увійшло до складу новоствореного Золочівського району.

## Географія
Клімат
| Клімат Грималівки       | Клімат Грималівки | Клімат Грималівки | Клімат Грималівки | Клімат Грималівки | Клімат Грималівки | Клімат Грималівки | Клімат Грималівки | Клімат Грималівки | Клімат Грималівки | Клімат Грималівки | Клімат Грималівки | Клімат Грималівки | Клімат Грималівки |
| Показник                | Січ.              | Лют.              | Бер.              | Квіт.             | Трав.             | Черв.             | Лип.              | Серп.             | Вер.              | Жовт.             | Лист.             | Груд.             | Рік               |
| Середній максимум, °C   | −1,6              | −0,3              | 4,5               | 12,9              | 19,2              | 22,6              | 23,9              | 23,1              | 18,6              | 12,6              | 5,5               | 0,5               | 11,8              |
| Середня температура, °C | −4,5              | −3,2              | 1,0               | 8,1               | 13,8              | 17,3              | 18,6              | 17,7              | 13,6              | 8,3               | 2,7               | −1,9              | 7,6               |
| Середній мінімум, °C    | −7,3              | −6                | −2,5              | 3,4               | 8,5               | 12,0              | 13,3              | 12,3              | 8,6               | 4,0               | 0,0               | −4,2              | 3,5               |
| Норма опадів, мм        | 31                | 30                | 30                | 42                | 65                | 76                | 84                | 64                | 55                | 38                | 37                | 39                | 591               |
| ----------------------- | ----------------- | ----------------- | ----------------- | ----------------- | ----------------- | ----------------- | ----------------- | ----------------- | ----------------- | ----------------- | ----------------- | ----------------- | ----------------- |
| Джерело:                |                   |                   |                   |                   |                   |                   |                   |                   |                   |                   |                   |                   |                   |

## Населення
Станом на 1989 рік у селі проживало 245 осіб, серед них — 106 чоловіків і 139 жінок.
За даними перепису населення 2001 року у селі проживала 231 особа. Рідною мовою назвали:
| Мова       | Кількість осіб | Відсоток |
| ---------- | -------------- | -------- |
| українська | 231            | 100,00 % |

## Політика
На виборах у селі Грималівка працює окрема виборча дільниця, розташована в приміщенні народного дому. Результати виборів:
- Парламентські вибори 2002: зареєстровано 182 виборці, явка 84,07 %, найбільше голосів віддано за Блок Віктора Ющенка «Наша Україна» — 87,58 %, за «Блок Юлії Тимошенко» — 3,92 %, за Соціал-демократичну партію України — 2,61 %[12].
- Вибори Президента України 2004 (перший тур): зареєстровано 176 виборців, явка 93,18 %, з них за Віктора Ющенка — 91,46 %, за Віктора Януковича — 5,49 %, за Олександра Мороза — 1,83 %[13].
- Вибори Президента України 2004 (другий тур): зареєстровано 176 виборців, явка 94,32 %, з них за Віктора Ющенка — 95,18 %, за Віктора Януковича — 3,61 %[13].
- Вибори Президента України 2004 (третій тур): зареєстровано 176 виборців, явка 95,45 %, з них за Віктора Ющенка — 97,62 %, за Віктора Януковича — 1,19 %[13].
- Парламентські вибори 2006: зареєстровано 168 виборців, явка 83,33 %, найбільше голосів віддано за Блок Юлії Тимошенко — 32,14 %, за Всеукраїнське об'єднання «Свобода» — 23,57 %, за Блок Наша Україна — 22,86 %[14].
- Парламентські вибори 2007: зареєстрований 171 виборець, явка 77,19 %, найбільше голосів віддано за Блок Юлії Тимошенко — 30,30 %, за блок Наша Україна — Народна самооборона — 28,79 %, за Всеукраїнське об'єднання «Свобода» — 21,97 %[15].
- Вибори Президента України 2010 (перший тур): зареєстрований 177 виборців, явка 78,53 %, найбільше голосів віддано за Олега Тягнибока — 31,65 %, за Юлію Тимошенко — 25,18 %, за Віктора Януковича — 14,39 %[16].
- Вибори Президента України 2010 (другий тур): зареєстровано 172 виборці, явка 76,16 %, з них за Юлію Тимошенко — 80,92 %, за Віктора Януковича — 11,45 %[17].
- Парламентські вибори 2012: зареєстрований 161 виборець, явка 77,02 %, найбільше голосів віддано за Всеукраїнське об'єднання «Свобода» — 43,55 %, за Всеукраїнське об'єднання «Батьківщина» — 23,39 % та Партію регіонів — 22,58 %.[18] В одномандатному окрузі найбільше голосів отримала Ірина Сех (Всеукраїнське об'єднання «Свобода») — 65,87 %, за Михайла Коб'ялковського (Партія регіонів) — 22,22 %, за Сергія Сенчука (самовисування) — 7,14 %[19].
- Вибори Президента України 2014: зареєстровано 153 виборці, явка 77,78 %, з них за Петра Порошенка — 42,86 %, за Олега Тягнибока — 35,29 %, за Юлію Тимошенко — 5,88 %[20].
- Вибори Президента України 2019 (перший тур): зареєстровано 152 виборці, явка 67,11 %, найбільше голосів віддано за Руслана Кошулинського — 29,41 %, за Юлію Тимошенко — 25,49 %, за Олега Ляшка — 13,73 %[21].
- Вибори Президента України 2019 (другий тур): зареєстрований 151 виборець, явка 67,55 %, найбільше голосів віддано за Володимира Зеленського — 60,78 %, за Петра Порошенка — 34,31 %[22].

## Пам'ятки
У селі діє дерев'яна церква Введення в Храм Пресвятої Богородиці, збудована у 1934 році..

## Відомі Люди
- Рахімов Ярослав (1994—2024) — Солдат, Український військовий, учасник російсько-української війни.[24]